# Spurlingia praehadra
Spurlingia praehadra är en snäckart som först beskrevs av Nils Hjalmar Odhner 1917.  Spurlingia praehadra ingår i släktet Spurlingia och familjen Camaenidae. Inga underarter finns listade i Catalogue of Life.